# Hinterer Brochkogel
Hinterer Brochkogel ( [ˈhɪntəʀɐ ˈbʀɔχˌkoːɡl̩] ?) er med 3.628 meter det tredjehøjeste bjerg i Weißkamm i Ötztal Alperne i den østrigske delstat Tyrol. Fra toppen af bjerget går snedækkede udløbere mod nord, sydøst og sydvest, og også toppen er dækket af evig sne. Den første beskrevne bestigning fandt sted den 2. august 1858, da turisten Albert Wachtler og bjergføreren Leander Klotz nåede toppen.

## Beliggenhed
Hinterer Brochkogel ligger godt 8 kilometer i luftlinje sydsydvest for Mittelberg i Pitztal. Nabotoppe er mod øst, adskilt af Mitterkarjoch (3.468 m), Østrigs næsthøjeste bjerg, Wildspitze med 3.772 meters højde, mod syd , adskilt af Vernagtjoch (3.400 m) det 3.565 meter høje Vorderer Brochkogel og mod vest, adskilt af Brochkogeljoch (3.423 m) die Petersenspitze på 3.484 meters højde. Hinterer Brochkogel er helt omgivet af gletsjere. Mod nord ligger gletsjeren Taschachferner, mod sydøst Mitterkarferner og mod sydvest Hochvernagtferner.

## Literatur og kort
- Walter Klier, Alpenvereinsführer Ötztaler Alpen, München 2002, ISBN 3-7633-1123-8
- Alpenvereinskarte 1:25.000, Blatt 30/1 Ötztaler Alpen, Gurgl